# Alexandre Luigini
Pour les articles homonymes, voir Luigini.
Œuvres principales
- Ballet égyptien (1875)

Répertoire
- Cendrillon de Jules Massenet
- Le jongleur de Notre-Dame de Jules Massenet
- Chérubin de Jules Massenet
- Hélène de Camille Saint-Saëns

Alexandre Luigini, né le 9 mars 1850 à Lyon et mort le 29 juillet 1906 à Paris, est un compositeur, violoniste et chef d'orchestre français d'origine italienne, très actif dans le domaine de l'opéra.
Le Ballet égyptien (1875) est son œuvre la plus connue.

## Biographie

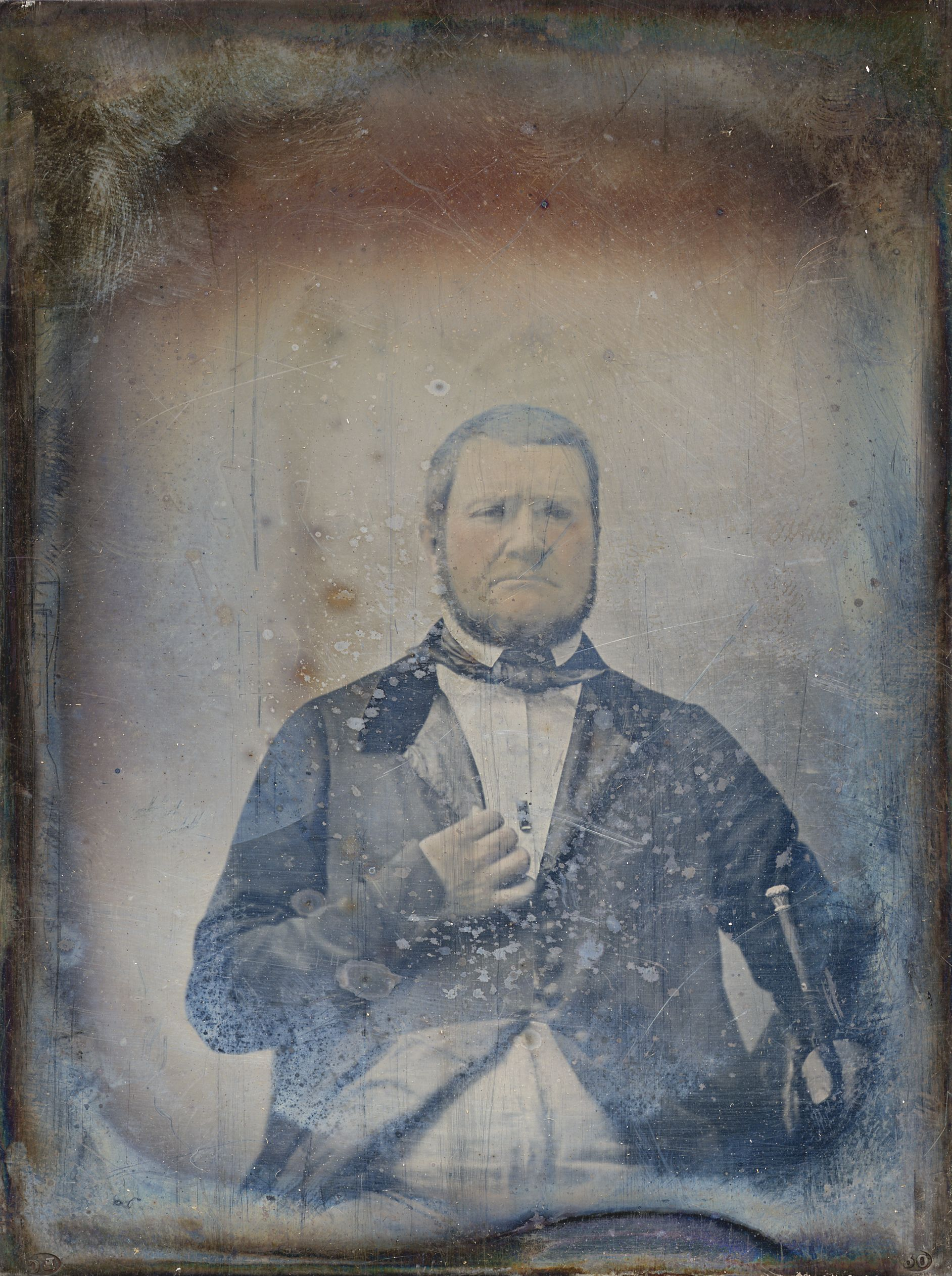
Portrait d'Alexandre Luigini par Nadar, vers 1900.

Luigini est né à Lyon en 1850. Ses grands-parents étaient partis de Modène, Italie pour  s'installer à Lyon, où son grand-père avait trouvé un poste de trompettiste dans l'orchestre du Grand Théâtre. Alexandre Luigini a été élevé dans la musique, son père Joseph jouant également dans cet orchestre, qu'il dirigea par la suite. Alexandre Luigini était le neveu de César et d'Alexandre Luigini, tous deux instrumentistes.
Après avoir étudié au Conservatoire national de musique et de déclamation à Paris le violon avec Joseph Massart et l'harmonie avec Augustin Savard, il obtint un second prix de violon. Luigini retourna à Lyon et à partir de 1872, il jouait comme violoniste dans l'orchestre du théâtre, qu'il a ensuite dirigé, en devenant chef d'orchestre en 1877. Comme chef d'orchestre résident, il a dû également faire face aux exigences de composition du théâtre, écrivant un certain nombre de ballets, d'opéras et des suites orchestrales. Il est nommé professeur d'harmonie et de composition au Conservatoire de Lyon en 1879.
Il a deux enfants, Ferdinand Luigini en 1870 et Caroline Luigini en 1873.
En 1897, il quitte Lyon pour devenir chef d'orchestre à l'Opéra-Comique de Paris où il a mené une vie bien remplie jusqu'à sa mort subite en 1906. À l'Opéra-Comique, il a notamment conduit la création le 24 mai 1899 de Cendrillon de Jules Massenet. Il a également créé Le Juif polonais (1900),  L'Ouragan (1901), Muguette (1903), Enfant roi (1905), Miarka (1905), Aphrodite (1906). Il a aussi supervisé les reprises de Alceste, Falstaff, Fidelio, Le Roi d'Ys et Der Fliegende Holländer entre autres. Parmi les créations à Paris dirigées par Luigini, on trouve Hélène de Camille Saint-Saëns, et de Jules Massenet : Chérubin, Le jongleur de Notre-Dame et la première mise en scène de Marie-Madeleine.

## Œuvres
Le Ballet égyptien de Luigini  est son œuvre la plus connue; elle garde une grande popularité au XXe siècle comme suite de concert. À l'origine, il a pris de l'importance quand il a été inclus dans le second acte de Aida de Giuseppe Verdi lors d'une exécution à Lyon en 1886.

### Opéras-comiques
- Les caprices de Margot, (Lyon, le 13 avril 1877)
- La Reine des fleurs, (Lyon, 1878)
- Faublas, (Paris, le 13 octobre 1881)

### Ballets
- Ballet égyptien, (Lyon, le 13 janvier 1875)
- Anges et démons, (1876)
- Les Noces d'Ivanovna, (1883)
- Le Bivouac, (1889)
- Les Écharpes, (1891)
- Rayon d'or, (1891)
- Rose et Papillon, (1891)
- Le Meunier, (1892)
- Arlequin écolier, (1894)
- Dauritha (1894)

### Autres œuvres
- Marche de l'Émir, op. 4 (transcrit pour piano par C. Blanc)
- Ballet Égyptien, Nr. 1-3, op. 12 (1875)
- La Voix des Cloches, op. 18 (Rêverie pour piano)
- Sérénade Romantique pour piano, flûte, violon, violoncelle et orgue, op. 27
- Mon beau rêve, op. 17 (mélodie sur un texte de Dumoraize)
- Noël d'amour, op. 66 (mélodie sur un texte de Maurice Hennequin)
- Guitarina (Souvenir d'Espagne) (mélodie sur un texte de L. Leclair)
- Zingara, Chanson Bohémienne (mélodie sur un texte de L. Leclair)
- Ballet russe, Thèmes
- Caprice
- Fantaisie sur des thèmes du "Samson et Dalila" de Camille Saint-Saëns
- Marche solennelle (transcrite pour piano par C. Saint-Saëns)
- Six petits Morceaux

## Distinction
Alexandre Luigini est fait chevalier de la Légion d'honneur le 26 janvier 1901.